# Hilda de Nassau
Ne doit pas être confondue avec Hilda de Luxembourg
Hilda Charlotte Wilhelmine de Nassau, née le 5 novembre 1864 à Biebrich, morte le 8 février 1952 à Badenweiler est la dernière grande-duchesse de Bade.

## Biographie
Hilda est la fille cadette du duc Adolphe de Nassau (1817-1905), grand-duc de Luxembourg en 1890, et de son épouse la princesse Adélaïde d'Anhalt-Dessau (1833-1916). Elle est la sœur cadette de Guillaume IV de Luxembourg
Allié malheureux de l'Autriche dans la guerre austro-prussienne de 1866, son père perdit le duché de Nassau, annexé par la Prusse. Il reçut en compensation une importante indemnité.
Hilda épouse le 20 septembre 1885 au château d'Hohenburg (de) (Lenggries) le grand-duc Frédéric II de Bade, petit-fils du Kaiser Guillaume Ier d'Allemagne. Le couple n'eut pas d'enfant. La princesse Hilda était une femme intelligente dont l'intérêt allait aux arts visuels. 

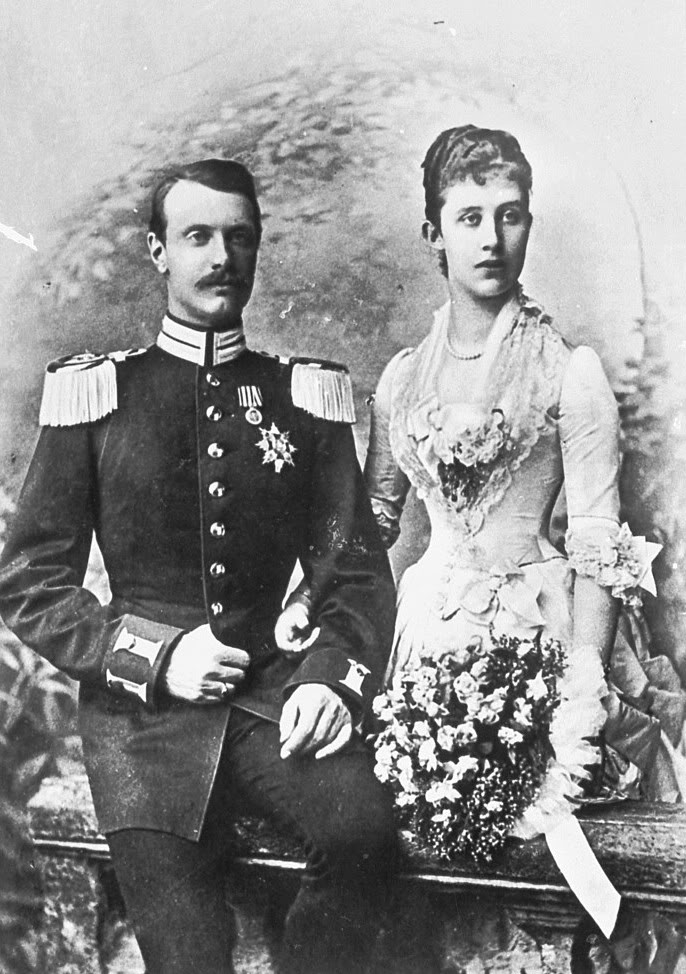
La princesse Hilda et le grand-duc héritier Frédéric (1885).
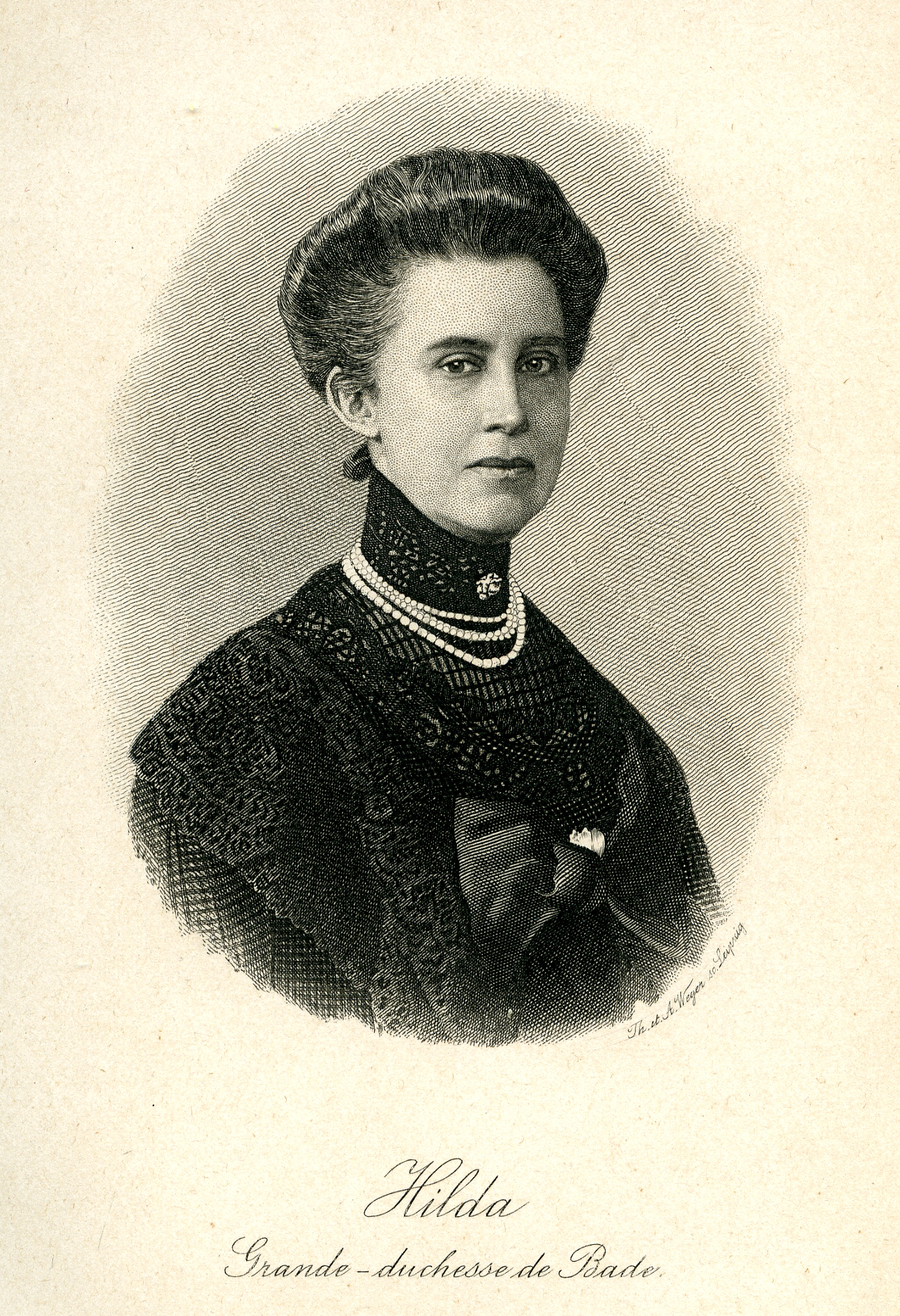
Hilda de Nassau, grande-duchesse de Bade.

En 1890, le roi Guillaume III des Pays-Bas de la Maison d'Orange-Nassau mourut sans descendance mâle survivante. Le grand-duché étant régi par la loi salique, il revint au duc Adolphe. Cela a donné au Luxembourg sa propre dynastie héréditaire, la Maison de Nassau-Weilbourg.
La monarchie badoise fut emportée dans la défaite de 1918. Le grand-duc et sa famille étaient néanmoins fort aimés de leur peuple et furent autorisés à résider en Bade. Un soldat ivre qui appela au massacre de la famille grand-ducale fut condamné pour « tapage nocturne ».
De même, sa jeune nièce Marie-Adélaïde de Luxembourg (1894-1924) dut renoncer à la couronne en janvier suivant au profit de sa sœur cadette Charlotte de Luxembourg. Celle-ci sut raffermir les sentiments de loyauté à sa dynastie et lors de la Seconde Guerre mondiale galvaniser la résistance à l'oppresseur nazi. Sa sœur la princesse Antonia de Luxembourg, épouse du prince royal de Bavière, fut internée avec sa famille bavaroise dans un camp de concentration. Bien qu'ayant survécu, les souffrances endurées laissèrent des séquelles qui provoquèrent sa fin prématurée.
Le grand-duc mourut en 1928, la grande-duchesse le suivit dans la tombe vingt-quatre ans plus tard à l'âge de 88 ans. 
Ses funérailles eurent lieu dans l'église de la ville de Badenweiler. Elle repose dans la crypte de la famille grand-ducale située dans la chapelle de Karlsruhe.

## Titulature
- 5 novembre 1864 - 20 septembre 1885 : Son altesse la princesse Hilda de Nassau
- 20 septembre 1885 - 28 septembre 1907 : Son altesse grand-ducale la princesse Hilda de Bade
- 28 septembre 1907 - 22 novembre 1918 : Son altesse royale la grande duchesse consort de Bade
- 22 novembre 1918 - 8 août 1928 : « Son altesse royale la grande duchesse consort de Bade » (épouse du prétendant au trône de Bade)
- 8 août 1928 - 8 février 1952 : « Son altesse royale la grande duchesse douairière de Bade »

## Distinctions
- 18 janvier 1911 : dame grand-croix de l'ordre de Sainte-Catherine
- Dame de l'ordre de Louise, première classe [1]
- Titulaire de la Médaille de la Croix-Rouge de Prusse, première classe

- Dame d'honneur de l'ordre de Thérèse[1]